# Jørgen Beck
Pour les articles homonymes, voir Beck.
Jørgen Beck (né le 13 décembre 1914 à Roskilde, au Danemark et mort le 5 octobre 1991  au Danemark) est un acteur danois.

## Biographie
Jørgen Beck est apparu dans 32 films entre 1945 et 1978.

## Filmographie partielle
- 1956 : Hvad vil De ha'?
- 1958 : Pigen og vandpytten
- 1958 : Seksdagesløbet
- 1959 : Vi er allesammen tossede
- 1960 : Telefonen ringer
- 1962 : Det tossede paradis
- 1963 : Vi har det jo dejligt
- 1963 : Sikke'n familie
- 1964 : Når enden er go'
- 1966 : Der var engang en krig
- 1967 : Jeg er sgu min egen
- 1969 : The Man Who Thought Life
- 1975 : Ellens sang
- 1975 : Kun sandheden
- 1975 : Olsen-banden på sporet
- 1976 : Affæren i Mølleby (1976)